# Aleh Trusau
Aleh Anatoljewicz Trusau (biał. Алег Анатольевіч Трусаў, ros. Олег Анатольевич Трусов, Oleg Anatoljewicz Trusow; ur. 7 sierpnia 1954 w Mścisławiu) – białoruski historyk, archeolog, polityk i działacz społeczny, jeden z założycieli Białoruskiego Frontu Ludowego „Odrodzenie” (BFL) i Białoruskiej Socjaldemokratycznej Hramady (BSdH) – organizacji i partii o charakterze narodowym i niepodległościowym; w latach 1990–1995 deputowany do Rady Najwyższej Białoruskiej SRR/Rady Najwyższej Republiki Białorusi XII kadencji; członek Opozycji BNF – frakcji parlamentarnej BFL; kandydat nauk historycznych, historyk białoruskiej architektury; od 1999 roku przewodniczący Towarzystwa Języka Białoruskiego im. Franciszka Skaryny.

## Życiorys
Urodził się 7 sierpnia 1954 roku w Mścisławiu, w obwodzie mohylewskim Białoruskiej SRR, ZSRR. W jego rodzinie nie lubiano komunistów, nikt nie należał do partii komunistycznej. W dzieciństwie wychowywała go prababka Maryja Drazdouska, żona białoruskiego drobnego szlachcica, która często wspominała o cierpieniach, jakich rodzina doznała w 1918 roku, kiedy to komuniści odebrali jej dobytek. Miało to wpływ na późniejszy sceptyczny stosunek Aleha Trusaua do komunizmu.
Studiował na Wydziale Historii Białoruskiego Uniwersytetu Państwowego im. Lenina. Na piątym roku otrzymywał stypendium leninowskie w wysokości 100 rubli i był starostą grupy. Kiedy zaproponowano mu wstąpienie do KPZR i podjęcie aspirantury na Katedrze Komunizmu Naukowego, odmówił. W 1976 roku ukończył studia i został skierowany do pracy pracowni restauratorskich Ministerstwa Kultury Białoruskiej SRR. Tam po raz pierwszy poznał ludzi ze środowiska zorientowanego narodowo, dążących do odrodzenia białoruskiej kultury i języka, m.in. Zianona Pazniaka. Po podjęciu zaocznej aspirantury w Instytucie Historii Akademii Nauk Białoruskiej SRR poznał białoruskich historyków o podobnych poglądach, m.in. Michaiła Tkaczoua i Anatola Hryckiewicza. Nawiązał także znajomość z przedstawicielami środowisk naukowych z sąsiedniej Litwy, którzy zrobili na nim wrażenie swoim patriotyzmem i marzeniami o wyzwoleniu kraju spod radzieckiej okupacji.
Aleh Trusau zwrócił uwagę, że znaczna część z tych osób to komuniści, członkowie KPZR. Doszedł na tej podstawie do wniosku, że do białoruskiego odrodzenia narodowego droga wiedzie przez ewolucyjne zmiany w partii komunistycznej. Kiedy więc w 1978 roku po raz kolejny zaproponowano mu członkostwo w partii, po konsultacji z Zianonem Pazniakiem złożył wniosek o wstąpienie do niej.
W 1980 roku ukończył aspiranturę. W 1981 roku obronił dysertację kandydacką i uzyskał stopień kandydata nauk historycznych (odpowiednik polskiego stopnia doktora). Temat jego rozprawy brzmiał: Zabytki monumentalnego budownictwa Białorusi XI – XVII w. Analiza architektoniczno-archeologiczna. W latach 1976–1991 (według innych źródeł 1976–1992) pracował jako pracownik naukowy, a potem kierownik Działu Kompleksowych Badań Naukowych w Białoruskim Konserwatorskim Instytucie Projektowym. W 1988 roku określony został temat jego pracy doktorskiej (odpowiednik polskiego stopnia doktora habilitowanego), której jednak nigdy nie obronił.

### Początek działalności społeczno-politycznej
W 1979 roku, już jako członek partii komunistycznej, wraz z grupą architektów i historyków na czele z Zianonem Pazniakiem brał udział w zakończonej sukcesem kampanii na rzecz zachowania historycznego centrum Mińska. Wyrażał później opinię, że było to możliwe m.in. dzięki jego możliwości dotarcia do I sekretarza Komunistycznej Partii Białorusi Piotra Maszeraua. W latach 80. stał na czele podstawowej komórki organizacyjnej KPZR w swoim miejscu pracy. Była ona pierwszą w rejonie sowieckim Mińska, która zaczęła pisać swoje sprawozdania w języku białoruskim. Wydarzenie to odbiło się echem w białoruskich mediach.
19 października 1988 roku (według jego słów – po części przypadkowo) wziął udział w konferencji założycielskiej „Martyralohu Biełarusi” w Czerwonym Kościele w Mińsku, na którym został wybrany do nowo utworzonego Komitetu Organizacyjnego Białoruskiego Frontu Ludowego „Odrodzenie” (BFL) – pierwszej antykomunistycznej i niepodległościowej organizacji na Białorusi tego okresu. Już w poniedziałek 24 października został za to publicznie potępiony na zebraniu sekretarzy partyjnych KPZR rejonu sowieckiego Mińska. Jego wystąpienie wywołało bardzo duże poruszenie wśród zebranych, z których część opuściła salę, część ostro zaatakowała, a część wzięła w obronę. Jednocześnie państwowa prasa rozpoczęła nagonkę na wszystkich działaczy BFL, określając ich mianem piany na fali pieriestrojki. W czerwcu 1989 roku, na Zjeździe Założycielskim BFL wybrany został do pierwszego Sejmu BFL – organu zarządzającego organizacją.
W 1989 roku reprezentował komunistów o poglądach demokratycznych z rejonu sowieckiego Mińska za zjeździe Platformy Demokratycznej KPZR w Moskwie, której celem była reforma partii i przekształcenie jej w ugrupowanie o charakterze socjaldemokratycznym. Inicjatywa ta zakończyła się fiaskiem, jednak dzięki niej Aleh Trusau zawiązał znajomości z rosyjskimi demokratami w łonie partii komunistycznej – Jurijem Afanasjewem, gen. Olegiem Kaługinem, Glebem Jakuninem i innymi.
W tym samym roku został współzałożycielem Towarzystwa Języka Białoruskiego im. Franciszka Skaryny.

### Działalność parlamentarna
W 1990 roku Aleh Trusau został wystawiony przez Towarzystwo Języka Białoruskiego jako kandydat w wyborach do Rady Najwyższej Białoruskiej SRR. Zdobył mandat deputowanego ludowego z Miraszniczenkowskiego Okręgu Wyborczego Nr 33 miasta Mińska. Wszedł w skład Grupy Deputackiej BNF (od 16 lipca pod nazwą Opozycja BNF) i na początku czerwca 1990 roku został zastępcą jej przewodniczącego, Zianona Pazniaka. Pełnił funkcję zastępcy przewodniczącego Komisji Rady Najwyższej ds. Edukacji, Kultury i Zachowania Dziedzictwa Historycznego. Wchodził też w skład Komisji Rady Najwyższej ds. Międzynarodowych i Zewnętrznych Więzi Gospodarczych.
Brał udział w opracowaniu i przyjęciu Deklaracji o Państwowej Suwerenności Białorusi, przygotowaniu projektów ustaw na nadzwyczajnej sesji Rady Najwyższej 24–25 sierpnia 1991 roku, w czasie której ogłoszono niepodległość Białorusi. Był współautorem Koncepcji przejścia Białoruskiej SRR na gospodarkę rynkową (jesień 1990 roku) i szeregu projektów ustaw, w tym w dziedzinie kultury i edukacji. Był jedną z osób opracowujących oficjalny wygląd „Pogoni” i biało-czerwono-białej flagi – nowych symboli państwowych Białorusi.
W drugiej połowie 1994 roku, po dojściu do władzy prezydenta Alaksandra Łukaszenki, Aleh Trusau został jednym z jego najbardziej aktywnych krytyków, zarzucając mu próby wprowadzenia dyktatury. Uczestniczył w głodówce deputowanych Opozycji BNF 11–12 kwietnia 1995 roku w Sali Owalnej parlamentu, ogłoszonej na znak protestu przeciwko zainicjowanemu przez prezydenta referendum na temat wprowadzenia języka rosyjskiego jako drugiego języka państwowego, zmiany symboli państwowych Białorusi (biało-czerwono-białej flagi i herbu Pogoni) na symbole nawiązujące do radzieckich (obecne godło i flaga Białorusi), integracji ekonomicznej z Federacją Rosyjską i prawa prezydenta do rozwiązywania parlamentu. W nocy z 11 na 12 kwietnia został razem z innymi protestującymi wywleczony siłą z sali parlamentu przez zamaskowanych funkcjonariuszy wojska i służb specjalnych, pobity, wepchnięty do samochodu, wywieziony, a następnie wyrzucony na ulicy w centrum Mińska. W dniach 13–14 kwietnia 1995 roku uczestniczył w procesie przed Sądem Konstytucyjnym, w którym Opozycja BNF oskarżyła prezydenta Łukaszenkę o monopolizację środków masowej informacji.
W 2010 roku Zianon Pazniak opisał w swoich wspomnieniach Aleha Trusaua z początku lat 90. następująco:

Charakterystyczną cechą jego charakteru był optymizm. Aleh umiał zachowywać się spokojnie i przekonująco w najostrzejszej dyskusji w parlamencie, nigdy nie gubił się i nie wzburzał, jak niektórzy komuniści, zachowywał trzeźwy umysł i nie wpadał w panikę tam, gdzie było realne zagrożenie (…) zawsze był aktywnym obrońcą języka białoruskiego; (…).

Na przełomie 1995 i 1996 roku, w czasie wyborów do Rady Najwyższej XIII kadencji, ponownie kandydował na deputowanego. Trzykrotnie zdobywał poparcie wyborców, przechodząc do drugiej tury, jednak za każdym razem druga tura była zrywana przez władzę wykonawczą. Ostatecznie nie dostał się do Rady Najwyższej i, tym samym, zakończył działalność parlamentarną.

### Białoruska Socjaldemokratyczna Hramada
Latem 1990 roku Aleh Trusau ogłosił na forum Rady Najwyższej swoją rezygnację z członkostwa w KPZR, po czym razem z m.in. Michaiłem Tkaczouem zainicjował utworzenie nowej socjaldemokratycznej partii zorientowanej na białoruskie odrodzenie narodowe. Wszedł w skład Komitetu Organizacyjnego Białoruskiej Socjaldemokratycznej Hramady (BSdH). Nowa partię zarejestrowano w marcu 1991 roku. Podczas Zjazdu Założycielskiego Aleh Trusau został wybrany na stanowisko pierwszego zastępcy przewodniczącego Centralnej Rady BSdH, a w 1992 roku – na jej przewodniczącego. W Radzie Najwyższej XII kadencji BSdH była jedyną partią polityczną, która zdołała utworzyć własną frakcję parlamentarną złożoną z 15 deputowanych (frakcją był również ruch BFL, jednak była to organizacja społeczna, nie partia). W czasie wyborów prezydenckich na Białorusi w 1994 roku BSdH poparła Stanisłaua Szuszkiewicza, a Trusau stał na czele jego sztabu wyborczego.
W wyborach parlamentarnych na przełomie 1995 i 1996 roku BSdH, podobnie jak inne ugrupowania demokratyczne, poniosła porażkę. W jej wyniku doszło do wewnątrzpartyjnego kryzysu. Przedstawiciele lewicowego skrzydła partii skrytykowali przewodniczącego Aleha Trusaua o zbyt bliski, ich zdaniem, sojusz z BFL i obozem narodowo-demokratycznym. W lipcu 1995 roku odbył się nadzwyczajny zjazd partii, na którym Trusau minimalną większością głosów został odwołany ze stanowiska przewodniczącego. Nowe władze partii skierowały ją w lewo i rozpoczęły przygotowania do zjednoczenia z ugrupowaniami Sieczki, Paszkiewicza i Jarmalickiego. Aleh Trusau i jego zwolennicy byli przeciwni takiej polityce i wkrótce po zjeździe utworzyli wewnątrz BSdH frakcję dążącą do zachowania samodzielności partii. W maju 1995 roku stronnictwo Trusaua poparło inicjatywę „okrągłego stołu partii politycznych Białorusi”, mającego na celu usunięcie prezydenta Alaksandra Łukaszenki ze stanowiska. W październiku tego samego roku brała najaktywniejszy udział w przygotowaniu i przeprowadzeniu Kongresu w Obronie Konstytucji.
W 1996 roku lewicowe kierownictwo BSdH podjęło decyzję o zjednoczeniu ugrupowania z Partią Zgody Ludowej, w wyniku czego powstała Białoruska Socjaldemokratyczna Partia (Ludowa Hramada). W styczniu 1997 roku na prośbę władz partii BSdH została zlikwidowana. Zaraz potem Aleh Trusau wystąpił z inicjatywą jej odtworzenia. Wybrano Komitet Organizacyjny nowej BSdH, na czele którego stanął Stanisłau Szuszkiewicz. 15 lutego 1998 roku na Zjeździe Założycielskim odrodzonej BSdH Aleh Trusau został wybrany na stanowisko zastępcy przewodniczącego partii (przewodniczącym został Szuszkiewicz).

### Inna działalność
Aleh Trusau od 1995 roku był docentem w Białoruskim Uniwersytecie Kultury. Od 1996 roku pracował na stanowisku dziekana Wydziału Systemów Biblioteczno-Informacyjnych tej uczelni. W marcu 1998 roku opuścił je; zdaniem niektórych źródeł, został do tego zmuszony z przyczyn politycznych. W 2007 roku był docentem Katedry Historii Białorusi i Muzeoznawstwa.
Uczestniczy w wielu inicjatywach i organizacjach społecznych. W czerwcu 1997 roku został zastępcą przewodniczącego Republikańskiej Rady Towarzystwa Języka Białoruskiego im. Franciszka Skaryny, a od kwietnia 1999 roku jest jego przewodniczącym. Kieruje też Towarzystwem „Białoruś-Niemcy”, przez długi czas należał do Rady Zrzeszenia Białorusinów Świata „Baćkauszczyna”. Wchodzi też w skład kolegiów redakcyjnych gazety „Nasza Słowa” i czasopisma „Biełaruskaja Minuuszczyna”.

## Poglądy
Na przełomie lat 80. i 90. Aleh Trusau był zwolennikiem likwidacji ZSRR i niepodległości Białorusi, a także narodowego, kulturalnego i językowego odrodzenia narodu białoruskiego. Uważał, że należy dokonać tego w sposób stopniowy, poprzez ewolucyjne zmiany w łonie partii komunistycznej. Jego zdaniem działacze partii o poglądach demokratycznych byli w stanie przekształcić ją w ugrupowanie o charakterze socjaldemokratycznym, a w republikach związkowych ZSRR doprowadzić do ich niepodległości, demokratyzacji i odbudowy tożsamości narodowej. Dla poparcia tej tezy podawał litewskich komunistów z Sąjūdisu, rosyjskich polityków z Platformy Demokratycznej KPZR, część założycieli Białoruskiego Frontu Ludowego, a także białoruskie i litewskie środowiska naukowe, wśród których byli liczni członkowie partii o orientacji narodowej. Ten światopogląd określał jako nacjonalkomunizm.

nacjonalkomunizm to stopniowa droga do rozpadu ZSRR i do niepodległości naszego kraju.

Za nacjonalkomunistów marzących o niezależnej Białorusi uważał też działaczy komunistycznego aparatu państwowego Białoruskiej SRR z lat 20 i 30. XX wieku. Jego zdaniem utworzyli oni i zachowali Białoruską SRR, dwukrotnie powiększyli jej terytorium i rozpoczęli białorutenizację, za co później zostali zgładzeni w czasie wielkiego terroru.
Aleh Trusau wyrażał opinię, że jednym z największych błędów Białoruskiego Frontu Ludowego była decyzja części członków Sejmu BFL o przekształceniu organizacji w partię polityczną – Partię BNF. Jego zdaniem skuteczniejszą była koncepcja ruchu społecznego, w którym znaleźć się mogli ludzie z różnych ugrupowań politycznych oraz bezpartyjni. W wyniku tej decyzji doszło do podziałów w łonie Opozycji BNF i jej rozpadu na wiele kłócących się ze sobą ugrupowań. Najpoważniejszym następstwem był brak zgody w kwestii wspólnego kandydata na prezydenta. Białoruska Socjaldemokratyczna Hramada i Klub Demokratyczny poparły kandydaturę Stanisłaua Szuszkiewicza, podczas gdy Partia BNF wystawiła na kandydata swojego lidera, Zianona Pazniaka. Zdaniem Trusaua idealnym wspólnym kandydatem był Wasil Bykau, natomiast w wyniku braku porozumienia doszło do klęski całego obozu demokratycznego na Białorusi i dojścia do władzy Alaksandra Łukaszenki.
Choć obecnie większość mieszkańców Białorusi posługuje się językiem rosyjskim, Aleh Trusau jest optymistą w kwestii przyszłości języka białoruskiego. Argumentuje to wynikami spisu powszechnego z 1999 roku, w którym 74% mieszkańców zadeklarowało białoruski jako język ojczysty, a także częstym wyborem tego języka na egzaminach szkolnych. Spadek liczby białoruskojęzycznych szkół uzasadnia wyludnianiem się terenów wiejskich. Uważa, że w ostatnim czasie nasz język stał się bardziej elitarny, miejski. Ale to właśnie miasto decyduje o losie kraju. Ponadto Trusau twierdzi, że Białorusin rozmawia w języku swojego kierownictwa i jeżeli zmieni się nastawienie prezydenta do języka białoruskiego, to w ciągu pół roku zacznie się nim posługiwać administracja państwowa, a po 2–3 latach całe społeczeństwo.
Trusau jest zwolennikiem reformy języka białoruskiego, polegającej na zastąpieniu słów pochodzenia rosyjskiego ich białoruskimi odpowiednikami. Zarazem należy przywrócić miękkie znaki, które występowały w białoruskiej pisowni przed reformą z czasów sowieckich, i w ten sposób dodać słowom miękkości. Taka zmiana spowoduje, że dostaniemy miło brzmiący język. Zaznacza jednak, że pożądane zmiany nastąpią nie wcześniej, niż za 20 lat. Jednocześnie Trusau odnosi się z dystansem do pisowni z początku XX wieku, tzw. „taraszkiewicy”, którą stosuje obecnie część białoruskojęzycznych środowisk. Uważa, że w ten sposób młodzież „szpanuje”.

## Życie prywatne
Aleh Trusau jest żonaty, ma córkę.

## Odznaczenia
- Medal 100-lecia Białoruskiej Republiki Ludowej – 2019[12]

## Prace
Aleh Trusau jest autorem ponad 150 publikacji naukowych, w tym:
- Pamiatniki monumientalnogo zodczestwa Biełorussii ХІ-ХVІІ ww. Architiekturno-tipołogiczeskij analiz. Mińsk: 1988. ISBN 5-343-00312-5. (ros.). Brak numerów stron w książce;
- Staronki murawanaj knihi. Manumientalnaja architektura epochi fieadalizmu i kapitalizmu. Mińsk: 1990. (biał.). Brak numerów stron w książce[1];
- Manumientalnaja dojlidstwa Biełarusi XI – XVIII stagoddziau. Historyja budauniczaj techniki. Mińsk: TAA Lekcyja, 2001, s. 203. ISBN 985-6305-29-2. (biał.).;
- Padsumawannie: Artykuły. Spis publ. Mińsk: 2004, s. 71. (biał.)..

Jest także autorem innych książek, m.in.:
- Niewiadomaja nam kraina: Biełaruś u jaje etnahraficznych mieżach. Mińsk: Knihazbor, 2009, s. 152. ISBN 978-985-6930-44-0. (biał.).